# Anton Friedl

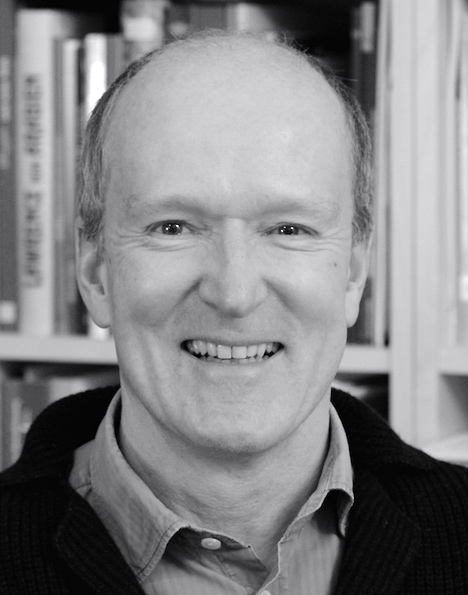
Anton Friedl, 2019

Anton Friedl (* 14. März 1958 in Sieggraben) ist ein österreichischer Verfahrenstechniker, Erfinder und Hochschullehrer.

## Leben
Anton Friedl wurde am 14. März 1958 in Sieggraben geboren. Er besuchte die HTBLA Eisenstadt mit der Fachrichtung Maschinenbau, an der er 1978 maturierte. Es folgte das Studium Technische Chemie an der Technischen Universität Wien, das er 1984 als Diplomingenieur abschloss. Das anschließende Doktoratsstudium an der Technischen Universität Wien zum Thema Produktabtrennung bei Alkoholfermentationen rundete Anton Friedl 1989/90 mit einem Forschungsaufenthalt an der Massey University in Neuseeland ab. 1990 wurde er zum Dr. techn. promoviert. Von April 1990 bis Dezember 1990 besuchte Friedl den Universitätslehrgang „Projektmanagement im Export“ an der Wirtschaftsuniversität Wien.
Als Auszeichnung für seine Dissertation erkannte ihm die „Akademisch-soziale Arbeitsgemeinschaft Österreichs“ 1991 ein Mobilitätsstudium zu, wodurch ihm ein Post-Doc-Aufenthalt an der University of California in Berkeley im Bereich Chemical Engineering ermöglicht wurde. Dort lernte Friedl die Möglichkeiten der Prozess-Simulation kennen, woraufhin er nach seiner Rückkehr an die Technische Universität Wien eine gegenständliche Vorlesung und Übung einführte. Ende 1991 wurde ihm am damaligen Institut für Verfahrens-, Brennstoff- und Umwelttechnik der Technischen Universität Wien der Aufbau der Arbeitsgruppe „Bioverfahrenstechnik und Membrantechnik“ angeboten.
Im Jahr 1995 habilitierte sich Friedl an der Technischen Universität Wien auf dem Gebiet der Verfahrenstechnik mit der Schrift Ausgewählte Membrantrennverfahren in der Biotechnologie und in der Umwelttechnik und übernahm zeitgleich die Lehrveranstaltungen im Bereich der „Thermischen Verfahrenstechnik“. Zudem erfolgte der weitere Ausbau seines Arbeitsbereichs im Fachgebiet „Thermische Verfahrenstechnik und Simulation“. In den Jahren 1996 bis 1999 sammelte Anton Friedl als Projektleiter beim damaligen österreichischen Unternehmen Austrian Energy and Environment-SGP/Waagner Biro des VA-Tech-Konzerns Erfahrungen in der Industrie. Das von ihm geleitete Projekt umfasste die Errichtung der ersten Hühnermist-Verbrennungsanlage auf Basis einer Wirbelschicht. Der Projektumfang beinhaltete auch die Rauchgasreinigung, den Dampfkreislauf mit Turbine und den Kondensator.
Ab dem Wintersemester 1993 lehrte er an der Technischen Universität Wien auf dem Gebiet der „Thermischen Verfahrenstechnik“ und der „Prozess-Simulation“. Im Rahmen seiner Forschungsprojekte befasste er sich unter anderem mit Gewinnung von Biotreibstoffen und Bioenergie aus erneuerbaren Rohstoffen sowie mit Energieeffizienz. Infolge seiner Forschungen wurde ihm am 23. Dezember 2010 der Berufstitel „Universitätsprofessor“ verliehen. Am 1. November 2013 wurde er am Institut für Verfahrenstechnik, Umwelttechnik und Technische Biowissenschaften der Technischen Universität Wien zum Professor für Verfahrenstechnik ernannt.
Sein Forschungsfokus im Bereich „Energy and Environment“ sind Nachhaltige Technologien, Produkte und Produktion sowie Effiziente Nutzung von stofflichen Ressourcennutzung. Im Bereich „Computational Science and Engineering“ befasst er sich mit den Forschungsfeldern Modelling und Simulation.
Von 2014 bis 2018 war Anton Friedl Vorstand des Instituts für Verfahrenstechnik, Umwelttechnik und Technische Biowissenschaften der Technischen Universität Wien. Im Oktober 2023 trat er als Professor für Verfahrenstechnik seinen Ruhestand an. Er hat mehr als 250 wissenschaftliche Schriften verfasst und eine Reihe von Patenten angemeldet.

## Ehrungen und Auszeichnungen
- 1991: Auszeichnung der Dissertation Produktabtrennung bei der Ethanol-Fermentation und bei der Aceton-Butanol-Fermentation mit dem Mobilitätsstipendium der Akademisch-sozialen Arbeitsgemeinschaft Österreichs[2]
- 1997: VA Tech – Sonderpreis für die Technologische Innovation „CO2-Prozesse mit dem Ziel der Energieerzeugung unter der Vermeidung des Treibhauseffektes“[2]
- 2008: Ehrendoktorat der Technischen Universität „Gheorghe Asachi“ Iaşi, Rumänien[6]

## Patente (Auswahl)
- mit A. Schmidt und A. Windsperger: Process for Separating Oxygenous Organic Compounds from Aqueous Media; Patent: Anmeldenummer: US19870007662 19870128; Prioritätsnummer(n): AT19860000289 19860206; auch veröffentlicht als: US4749495 (X6), AT384239 (B), ATA28986 (A), BR8700515 (A), EP0235117 (A1); Anmelder: Vogelbusch GMBH [AT].
- mit A. Schmidt und A. Windsperger: Verfahren zur Abtrennung von sauerstoffhältigen organischen Verbindungen aus wässrigen Medien; Patent: Österreich, Nr. 384 239 B; eingereicht: 1987, erteilt: 12. Oktober 1987, Anmelder: Vogelbusch GMBH [AT].
- mit T. Ters, A. Fuqaha, E. Srebotnik, F. Zikeli und K. Messner: Method for production of lignin; Patent: Anmeldenummer: PL20110785276T 20111028; Prioritätsnummer(n): AT20100001799 20101029, EP20110785276 20111028, WO2011AT00438 20111028; auch veröffentlicht als:  AR083551 (A1), AT510812 (A1), CA2813798 (A1), EP2632930 (A2), EP2632930 (B1), ES2574912 (T3), HUE029129 (T2), US2013217869 (A1), US2015119560 (A1), WO2012054947 (A2), WO2012054947 (A3); Anmelder: ANNIKKI GMBH [AT].
- mit A. Fuqaha, F. Weinwurm und T. Ters: Method for the regeneration of an aqueous solution containing lignin ; Patent: Anmeldenummer: PL20120783209T 20121106; Prioritätsnummer(n): EP20110190966 20111128, EP20120783209 20121106, WO2012EP71884 20121106; auch veröffentlicht als: AR088859 (A1), AU2012344207 (A1), AU2012344207 (B2), CA2855562 (A1), CN104053492 (A), DK2785439 (T3), EP2596852 (A1), EP2785439 (A1), EP2785439 (B1), HUE045372 (T2), JP2015504363 (A), RS59290 (B1), US2014329999 (A1), US9714264 (B2), WO2013079280 (A1); Anmelder: ANNIKKI GMBH [AT].
- mit F. Weinwurm und S. Beisl: Produktion von schwefelfreien Lignin Nanopartikeln; Patent: Österreich, Nr. A 51180/2016; eingereicht: 23. Dezember 2016; Anmelder: TU WIEN [AT].
- mit F. Weinwurm und S. Beisl: Production of lignin particles; Patent: Anmeldenummer: US201716469054 20171222; Prioritätsnummer(n): AT20160051180 20161223, WO2017EP84545 20171222; auch veröffentlicht als AT519535 (A1), BR112019011225 (A2), CA3044485 (A1);  EP3559013 (A1), RU2019123096 (A), RU2019123096 (A3), US11174354 (B2), WO2018115516 (A1); Anmelder: TU WIEN [AT].
- mit S. Beisl, A. Miltner, M. Miltner, M. Harasek: Process for Producing Lignin Particles; Patent: Anmeldenummer: US201917255847 20190627; Prioritätsnummer(n): AT20180050527 20180627, WO2019AT60209 20190627; auch veröffentlicht als AT521393 (A1), AT521393 (B1), AU2019295395 (A1), CA3104550 (A1), CN112543782 (A), EP3814401 (A1), JP2021529849 (A), KR20210054503 (A), WO2020000008 (A1); Anmelder: TU WIEN [AT].
- mit M. Lehr, M. Miltner, W. Wukovits: Method for producing products based on non-woody biomass as raw material; Patent: Anmeldenummer: WO2021EP87769 20211229; Prioritätsnummer(n): EP20200217522 20201229; auch veröffentlicht als EP4023813 (A1); Anmelder: Univ. Wien Tech [AT].

## Schriften (Auswahl)
- Extraktion von Ethanol aus wässrigen Lösungen, Diplomarbeit, Technische Universität Wien, Wien 1984.
- Produktabtrennung bei der Ethanol-Fermentation und bei der Aceton-Butanol-Fermentation, Dissertation, Technische Universität Wien, Wien 1990.
- Ausgewählte Membrantrennverfahren in der Biotechnologie und in der Umwelttechnik, Habilitationsschrift, Technische Universität Wien, Fakultät für Technische Chemie, Wien 1995.
- mit A. Windsperger und S. Minkov: Inertgasstrippen als Produktabtrennung bei der Aceton-Butanolgärung und der Ethanolgärung; Zuckerindustrie 114, 3, 1989, S. 216–221.
- mit N. Qureshi und I. S. Maddox: Continuous Acetone-Butanol-Ethanol (ABE) Fermentation Using Immobilized Cells of Clostridium Acetobutylicum in a Packed Bed Reactor and Integration with Product Removal by Pervaporation; Biotechnology and Bioengineering, Vol. 38, 1991, S. 518–527.
- „Lignocellulosic Biorefinery“; Environmental Engineering and Management Journal, Vol 11, No 1, 2012, S. 75–79.
- mit N. Qureshi und I. Maddox: Butanol production from concentrated lactose/whey permeate: Use of pervaporation membrane to recover and concentrate product; Applied Microbiology and Biotechnology, 98, 2014, S. 9859–9867.
- Downstream process options for the ABE fermentation; FEMS Microbiology Letters, 363, 2016.
- mit S. Beisl und A. Miltner: Lignin from Micro- to Nanosize: Production Methods; International Journal of Molecular Sciences, 18, 1244, 2017.
- mit S. Beisl und A. Miltner: Lignin from Micro- to Nanosize: Applications; International Journal of Molecular Sciences, 18, 2367, 2017.
- mit M. Miltner, S. Beisl, A. Miltner, J. Adamcyk, R. Gaspar, S. Capelo, M. Harasek: Application of Membrane Separation for Cleaning and Concentration of Nanolignin Suspensions in a Biorefinery Environment; Chemical Engineering Transactions, 76, 2019, S. 133–138.
- mit S. Serna-Loaiza, A. Miltner, M. Miltner: A Review on the Feedstocks for the Sustainable Production of Bioactive Compounds in Biorefineries; Sustainability, 11, 2019.
- mit S. Beisl, J. Adamcyk: Direct Precipitation of Lignin Nanoparticles from Wheat Straw Organosolv Liquors Using a Static Mixer; Molecules, 25, 2020, 13 S.
- mit S. Beisl, J. Adamcyk, H. Ejima: Confined evaporation-induced self-assembly of colloidal lignin particles for anisotropic adhesion; Colloid and Interface Science Communications, 38, 2020, S. 1–5.
- mit D. Koch, M. Paul, S. Beisl, B. Mihalyi: Life cycle assessment of a lignin nanoparticle biorefinery: Decision support for its process development; Journal of Cleaner Production, 245, 2020, S. 1–12.
- mit N. Qureshi, X. Lin, S. Liu, B. Saha, A. Mariano, J. Polaina, T. Ezeji, I. Maddox et al.: Global View of Biofuel Butanol and Economics of Its Production by Fermentation from Sweet Sorghum Bagasse, Food Waste, and Yellow Top Presscake: Application of Novel Technologies; Fermentation, 6, 2020.
- mit S. Serna-Loaiza, J. Adamcyk, S. Beisl, C. Kornpointner, H. Halbwirth: Pressurized Liquid Extraction of Cannabinoids from Hemp Processing Residues: Evaluation of the Influencing Variables; Processes, 8, 2020.
- mit J. Adamcyk, S. Beisl, S. Amini, T. Jung, F. Zikeli, J. Labidi: Production and Properties of Lignin Nanoparticles from Ethanol Organosolv Liquors-Influence of Origin and Pretreatment Conditions; Polymers, 13, 2021.
- mit L. Daza-Serna, S. Serna-Loaiza, A. Masi, R.L. Mach, A. Mach-Aigner: From the culture broth to the erythritol crystals: an opportunity for circular economy; Applied Microbiology and Biotechnology, 105, 2021, S. 4467–4486.
- mit S. Serna-Loaiza, F. Zikeli, J. Adamcyk: Towards a wheat straw biorefinery: Combination of Organosolv and Liquid Hot Water for the improved production of sugars from hemicellulose and lignin hydrolysis; Bioresource Technology Reports, 14, 2021, S. 1–10.